# Simona Mușat
Simona Dumitrita Strimbeschi-Mușat (Botoșani, 16 settembre 1981) è una canottiera rumena, vincitrice della medaglia di bronzo a Pechino 2008 nell'8 con.

## Palmarès
- Olimpiadi

Pechino 2008: bronzo nell'8 con.
- Campionati del mondo di canottaggio

2007 - Monaco di Baviera: argento nell'8 con.
- Campionati europei di canottaggio

2007 - Poznań: oro nell'8 con.